# Кухари (гміна Стопниця)
Кухари (пол. Kuchary) — село в Польщі, у гміні Стопниця Буського повіту Свентокшиського воєводства.
Населення — 227 осіб (2011).
У 1975-1998 роках село належало до Келецького воєводства.

## Демографія
Демографічна структура на день 31 березня 2011 року:
|          | Загалом | Допрацездатний вік | Працездатний вік | Постпрацездатний вік |
| -------- | ------- | ------------------ | ---------------- | -------------------- |
| Чоловіки | 113     | 26                 | 76               | 11                   |
| Жінки    | 114     | 19                 | 64               | 31                   |
| Разом    | 227     | 45                 | 140              | 42                   |